# База-Куяново
База́-Куя́ново (рос. База-Куяново, башк. Баҙы-Ҡуян) — присілок у складі Ілішевського району Башкортостану, Росія. Входить до складу Дюмеєвської сільської ради.
Населення — 122 особи (2010; 133 у 2002).
Національний склад:
- башкири — 100 %